# Revel (Isère)
Revel ist eine französische Gemeinde mit 1.323 Einwohnern (Stand: 1. Januar 2022) im Département Isère in der Region Auvergne-Rhône-Alpes. Sie gehört zum Arrondissement Grenoble und ist Teil des Kantons Le Moyen Grésivaudan. Die Einwohner heißen Revélois.

## Geographie
Revel liegt etwa achtzehn Kilometer östlich von Grenoble in der Landschaft Grésivaudan an der Bergkette Belledonne und am Flüsschen Doménon, das zur Isère entwässert.
Umgeben wird Revel von den Nachbargemeinden Saint-Jean-le-Vieux und La Combe-de-Lancey im Norden, Allemond im Osten, Livet-et-Gavet im Südosten, Vaulnaveys-le-Haut und   Saint-Martin-d’Uriage im Süden und Südwesten sowie Murianette und Saint-Ismier im Nordwesten.

## Bevölkerungsentwicklung
| Jahr                       | 1962 | 1968 | 1975 | 1982 | 1990 | 1999 | 2006 | 2017 |
| -------------------------- | ---- | ---- | ---- | ---- | ---- | ---- | ---- | ---- |
| Einwohner                  | 328  | 280  | 367  | 573  | 875  | 1162 | 1283 | 1314 |
| Quellen: Cassini und INSEE |      |      |      |      |      |      |      |      |

## Sehenswürdigkeiten
- Himmelfahrts-Kirche
- Burgruine
- Mühle
- Turm Sommiers

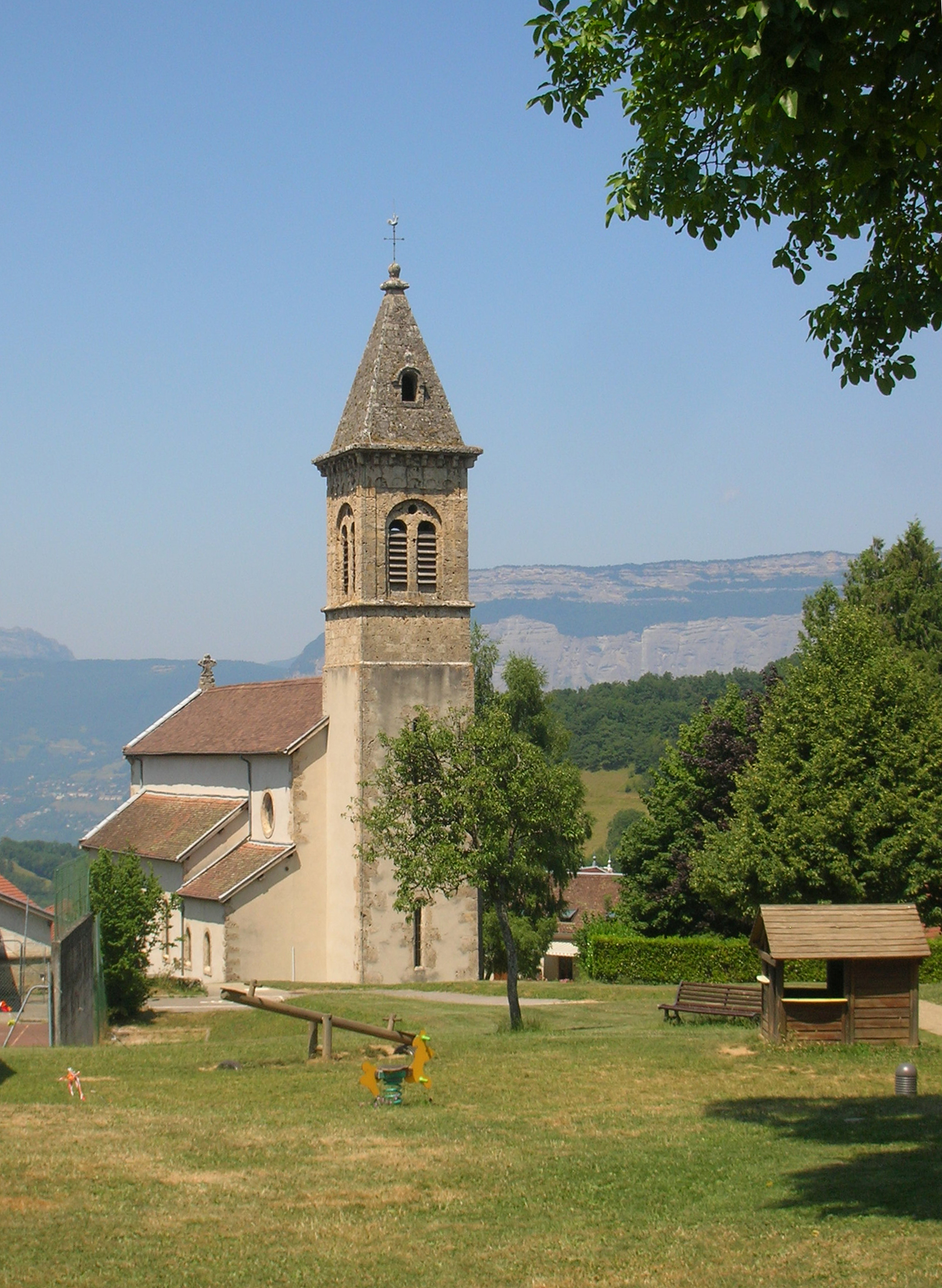
Kirche
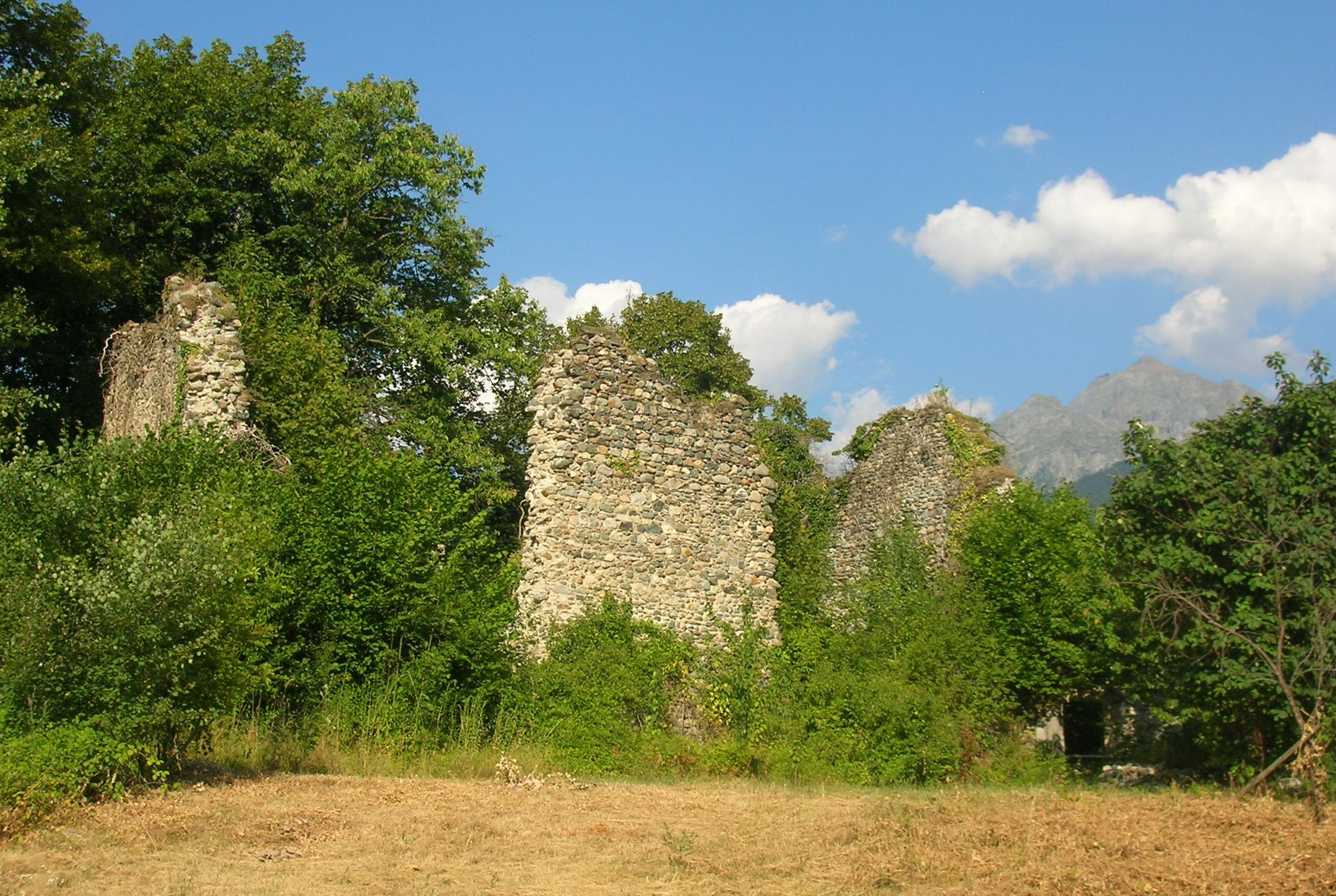
Burgruine
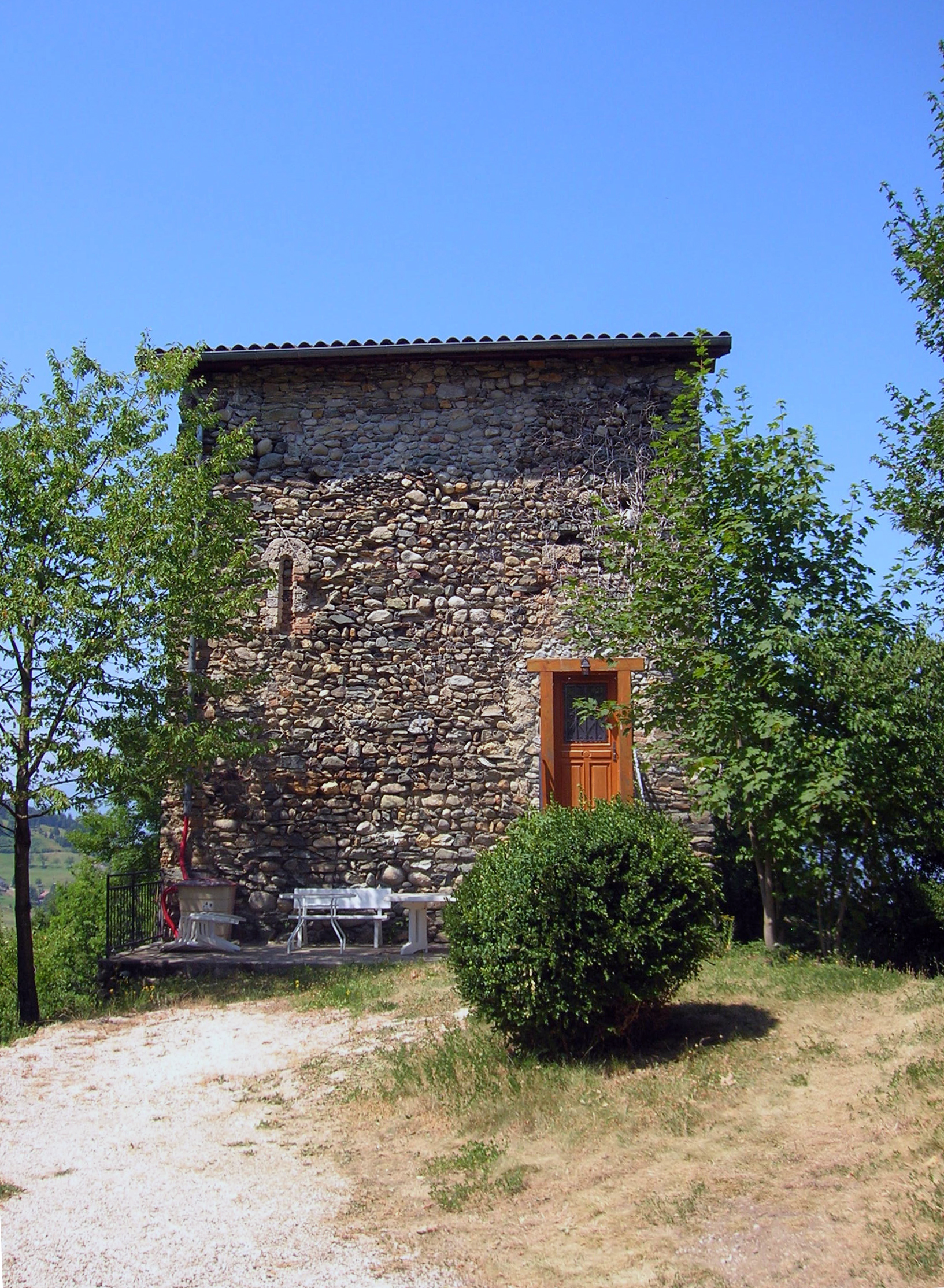
Turm Sommiers